# 糸崎八幡神社
糸崎八幡神社（いとさきはちまんじんじゃ）は、岡山県井原市芳井町西三原に鎮座する神社である。

## 祭神
誉田和気命（応神天皇）と息長帯比売命（神功皇后）を祀る。

## 由緒
寛正2年（1461年）に備後国納所村（現在の広島県三原市）桜山城主の三原豊後守広吉が落ち延びて来て三原三郎四朗と称し、西川手村を西三原村と改め、神社を創建して氏神としたのが始まりと言われる。
明治39年（1906年）10月18日に本殿ならびに社殿を改築し、大正9年（1920年）に摂社の荒神社、水分神社、太歳神社を合祀した。

## 祭祀
例祭に岡山県の無形民俗文化財である三原渡り拍子や巫女舞が奉納され、神幸祭や湯立て神事が行われる。

## 社殿
本殿は桁行3間梁間2間の入母屋造平入で正面に千鳥破風と唐破風を飾る。

## 交通
- 道路：岡山県道・広島県道9号芳井油木線を利用。井原市道沿い。
- 駐車場：なし（井原市道路肩に駐車可）